# Даниел Бланшу
Даниел Бланшу (на френски: Daniel Blanchoud) е швейцарски и български учител и общественик, сред първите учители по гимнастика и изобщо физкултура в България.

## Биография
Даниел Бланшу е роден в Лозана, Швейцария на 14 септември 1869 година. Учи в родния си град, а по-късно учи гимнастика във Федералното гимнастическо дружество и в Международната академия по гимнастика и танци в Париж. Работи като учител в Швейцария и е начело на различни гимнастически дружества.
В 1894 година е поканен от българското правителство за учител по гимнастика (физическо възпитание) и става учител в Кюстендилското педагогическо училище. Преподава в Кюстендилското училище до 1904 година. Бланшу съдейства за развитието на спортното образование и възпитание в страната. На 26 ноември 1895 година създава Дружество „Здраве и сила“, преименувано на 3 март 1896 година на „Осоговски юнак“. Това е първото юнашко дружество в страната и Бланшу става негов главатар, като според други трактовки за своеобразното "първенство" при учредяването могат да спорят дружествата в Русе и София.  В 1898 година става инициатор за създаването на Съюза на българските гимнастическите дружества „Юнак“. В 1901 година издава в Кюстендил заедно с Петър Големинов „Пълно ръководство по гимнастика – училищна, дружествена, военна и разни спортове“. Авторите се позовават на дългогодишната си практика и на „най-новите съчинения по гимнастика за двата пола от Швейцария, Франция, Белгия и Швеция“. Даниел Бланшу  дава своя значим принос за подема на гимнастическото дружество в Кюстендил и бързо се утвърждава като една от най-авторитетните фигури в юнашките среди като цяло. Малко по-късно той се превръща в много важна фигура при създаването на българските гимнастически дружества извън пределите на страната. Признание за ролята му в развитието на "Осоговски юнак" му отдава един от неговите ученици – Иван Васков, който посочва, че Бланшу с неговата „методична и ревностна дейност беше поставил кюстендилското юнашко дружество на завидна висота“. Бланшу присъства като представител на „Осоговски юнак“ още на първия конгрес на съюза „Юнак“ през 1898 г. и се включва се дейно в много от следващите конгреси, а до войните активно участва като член на много от т. нар. технически комисии на съюза (разработват всички експертни въпроси, свързани със спортно-техническите дейности).
От 1904 до 1908 година година преподава в София, където е главатар на софийското юнашко дружество.
Сред най-значимите дейности на Даниел Бланшу, съвместно с неговите сънародници Луи Айер, Алоис Бюнтер и Жак Фардел, е учредяването на курсове за подготовка на главатари (ръководители) и учители по гимнастика през 1900 г., с което се поставя началото на българската школа за подготовка на спортни специалисти.
След Младотурската революция в 1908 година Бланшу започва работа в Солунската българска мъжка гимназия като учител по физическо възпитание и създава юнашко дружество на българите в Солун. Под негово ръководство се създават дружества и в Битоля, Скопие, Прилеп, Кичево, Велес, Ресен, Струга, Лерин, Охрид и други. Тези дружества се обединяват в Гимнастически съюз на отоманските българи. В Солун урежда 2 курса за главатари и учители по гимнастика. В 1912 година по покана на пражките соколи Бланшу урежда екскурзия до Прага със солунски и скопски юнаци. За Прага заминава неговият ученик Йосиф Буреш, главатар на гимнастическото дружество „Вардарски юнак“ Скопие.
След Междусъюзническа война в 1913 година Бланшу е принуден да се прибере в България и отново работи като учител в София. По време на участието на България в Първата световна война е кореспондент на швейцарски вестници, като в дописките си защитава българската кауза.
След учредяването на Българския олимпийски комитет Даниел Бланшу става член на комитета през няколко мандата, представлявайки в него съюза „Юнак“. Той води първия национален отбор, взел участие в световното първенство по гимнастика в Будапеща през 1934 година.
За своята изключителна богата и народополезна дейност Даниел Бланшу и другите останали швейцарски учители и техните наследници получават народни пенсии със специален „Закон за даване народни пенсии на швейцарските учители“, приет от Нарадното събрание през 1931 г. Даниел Бланшу умира в 1945 година.

## Памет
На Даниел Бланшу е наречена улица в жилищен комплекс „Малинова долина“ в София (Карта).